# Lucas Bergamini
Lucas Bergamini (Bento Gonçalves, 18 agosto 1997) è un giocatore brasiliano professionista di padel.

## Carriera
Ha iniziato a giocare a padel sin da piccolo, classificandosi al secondo posto tra i padelisti brasiliani nella categoria Under-12.
Nel 2021 è stato convocato per le gare del campionato mondiale di padel, disputato a Doha in Qatar.
Nel 2022 si è unito a Iñigo Zaratiegui.
Nel 2023, in coppia con Victor Ruiz, ha raggiunto la finale del Premier Padel P1 di Milano e ha debuttato con successo al BNL Italy Major Premier Padel di Roma. Nel 2024, ha vissuto la migliore stagione della sua carriera, qualificandosi per le Finals del Premier Padel, disputate al Palau Sant Jordi di Barcellona.
Nel 2025, ha iniziato una nuova partnership con Francisco Navarro, vincitore di un titolo World Padel Tour. Nella prima parte di stagione, la coppia ha raggiunto la semifinale al Qatar Major 2025 ed al P2 di Bruxelles.